# Thủy thảo Nhật Bản
Thủy thảo Nhật Bản (danh pháp khoa học: Hydrobryum japonicum) là một loài thực vật có hoa trong họ Podostemaceae. Loài này được Imamura mô tả khoa học đầu tiên năm 1928.